# ディジョン・プレノワ・サーキット
座標: 北緯47度21分45秒 東経4度53分57秒 / 北緯47.36250度 東経4.89917度
シルキュイ・ド・ディジョン＝プルノワ（仏: Circuit de Dijon-Prenois, ディジョン・プレノワ・サーキット）はフランス、ディジョン郊外の小村、プルノワにあるサーキットで、標高500m弱の地点にある。比較的高速で走ることが出来るサーキットであることから、ヨーロピアンスタイルのサーキットの中にあって特異性のある部類に入る。

1974年-1975年にF1で使用されたショートコース

F1フランスグランプリが1974年から1984年までに6回開催された（1975年と1982年はスイスGPとして開催。1975年は非選手権レース）。F1初開催の1974年とスイスGPとして開催された1975年においては3.289kmの短いレイアウトで開催され、1974年の予選でニキ・ラウダが58秒79と1分を切るタイムでポールポジションを獲得した。その後改修が行われ3.801kmにコース長が伸び、F1でもこのレイアウトが採用された。
このサーキットは低速コーナーが1つしかないレイアウトで、1970年代のF1開催当時のF1マシンでも一周平均速度が時速200km近くに達した高速サーキットである。1979年には、アクセルのレスポンスの悪さに苦しんでいたルノーF1のターボ車が、このコースで初めて悲願の勝利を収めた。ただし、このグランプリ開催前には、開催延期の期間を利用して、このサーキットでシャーシからエンジン、タイヤなどに至るまで絶対勝利のために、ドライバーのジャン・ピエール・ジャブイーユらは一丸となり徹底したテストを敢行したという。
また、1981年にはアラン・プロストがこのコースでグランプリ初優勝を飾っている。プロストは後に4度のドライバーズチャンピオンを獲得し、2024年現在フランス人では唯一のドライバーズチャンピオン獲得者となっている。